# Sybra quadriplagiata
Sybra quadriplagiata là một loài bọ cánh cứng trong họ Cerambycidae.